# 啟德主場館
啟德主場館（英語：Kai Tak Stadium）是香港啟德體育園的核心設施，位於九龍城區啟德承啟道38-39號，於2025年3月1日正式啟用。作為香港目前規模最大、設施最先進的多用途體育場館，啟德主場館以「東方之珠」為設計主題，其標誌性的巨蛋造型外牆由27,000塊三角形鋁質面板拼合而成，能隨光線折射出紫、藍、銀白等多變色彩。
主場館配備重達4,800噸的開合式天幕，啟閉過程約需30分鐘，並設有可移動的天然草皮系統，能快速轉換為其他地面物料以適應不同類型活動。場館最大特色為面向維多利亞港的南看台，設有巨型玻璃幕牆，觀眾可一邊觀賽一邊欣賞海景。
啟德主場館座位容量達50,000個，視活動需求可調整至35,000個座位（如演唱會採用三面台配置）。場內設有57間行政廂房「啟玥薈」、逾30個飲食檔口及全長100米的「The Champion」運動酒吧，提供從港幣100元至10,000元不等的餐飲選擇。科技設施方面，場館配備先進的影音系統、大型LED螢幕及「離場易」人流管理應用程式，其隔音規格更達全球最高標準。
自啟用以來，啟德主場館已成為香港舉辦國際級體育賽事與大型演唱會的首要場地。2025年3月承接從香港大球場遷入的香港國際七人欖球賽；同年6月10日舉行的2027年亞足聯亞洲盃外圍賽香港對印度賽事，更以42,570人入場刷新本地足球賽事紀錄。文化娛樂活動方面，謝霆鋒於2025年4月在此舉辦的四場演唱會共吸引逾17萬人次入場，相當於紅磡體育館十八場演出的總觀眾量。
交通配套上，觀眾可經港鐵屯馬綫啟德站或宋皇臺站步行抵達，大型活動期間設有特別巴士路線及跨境交通服務。隨著第十五屆全國運動會部分賽事將於2025年11月在此舉行，啟德主場館正逐步確立其作為亞洲頂級體育娛樂樞紐的地位。

## 外部連結
- 官方网站